# Tangmaanmug
De tangmaanmug (Tipula livida) is een tweevleugelige uit de familie langpootmuggen (Tipulidae). De soort komt voor in het Palearctisch gebied.
Deze langpootmug heeft een oranjebruin achterlijf met of zonder donkere middenstreep. Het mannetje heeft tergiet 7 en segment 8 en 9 zwartbruin. Het borststukrug heeft twee duidelijk gescheiden donkere middenstrepen. De zijstrepen zijn vaak onduidelijk of afwezig. Het vleugelstigma is donker. De dijen hebben vaak zwart aan de top. De vleugellengte is 15-19 mm.